# Danza sobre hielo
La danza sobre hielo es una disciplina de patinaje artístico sobre hielo inspirada en el baile de salón. Al igual que el patinaje artístico de parejas, la danza sobre hielo se practica en equipos compuestos de un hombre y una mujer que patinan al ritmo de una pieza musical. Difiere del patinaje de parejas en el tipo y la ejecución de las elevaciones y piruetas requeridas. En la danza sobre hielo no se permiten los saltos multirrotacionales y la pareja debe patinar en contacto casi constante o, en las secuencias de pasos efectuadas por separado, sin exceder más de dos brazos de distancia.

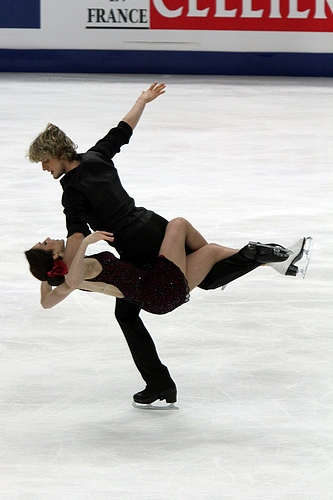
Los campeones olímpicos de 2014 Meryl Davis y Charlie White realizando una elevación de danza

Otras diferencias notorias con el resto de las disciplinas del patinaje artístico se basan en el uso de la música. En la danza sobre hielo, la música debe tener un ritmo bien definido. Los patinadores en la disciplina de parejas a menudo adaptan sus movimientos a la melodía o el fraseo de la música en vez de seguir el ritmo, mientras que en danza esto resultaría en una penalización.
La danza sobre hielo figuró por vez primera en el Campeonato Mundial de Patinaje Artístico en 1952 y se convirtió en deporte olímpico  en las Juegos Olímpicos de 1976.

## Segmentos de la competición
Las competiciones oficiales organizadas por la Unión Internacional de Patinaje sobre Hielo (ISU) o asociaciones nacionales afiliadas constan de una danza corta —short dance en inglés o «SD»— y una danza libre —free dance o «FD». Las puntuaciones recibidas en ambos segmentos se suman. En caso de empate, la puntuación recibida en la danza libre sirve para decidir el resultado. Hasta la temporada 2009-2010 las competiciones de la ISU incluían también una o dos danzas obligatorias —compulsory dances o «CD», actualmente conocidas como set pattern dances o «danzas de esquema establecido»—, una danza original —original dances u «OD»— y la danza libre.

### Danzas obligatorias

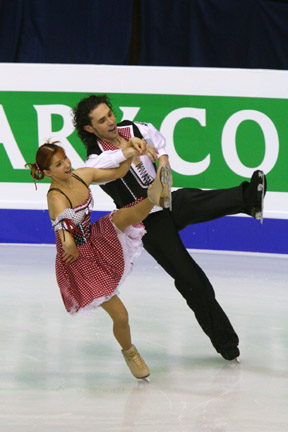
Jana Jojlova y Serguéi Novitski durante una danza obligatoria

Las danzas obligatorias o danzas  consisten en secuencias de pasos y movimientos que trazan sobre el hielo un esquema establecido. Tanto los pasos como el trazado que describen están establecidos para cada danza por el reglamento  y deben ejecutarse usando música oficial del mismo tempo y ritmo. En las competiciones de la Unión Internacional de Patinaje sobre Hielo se realizaban dos de estas danzas como la primera fase de la competición y, a partir de 2003, solo una. La ISU anunciaba con antelación cinco danzas obligatorias usadas en cada temporada; la danza o las danzas específicas usadas en cada competición se decidían por sorteo. Esta fase de la competición se eliminó tras la temporada 2009-2019. Los italianos Federica Faiella y Massimo Scali fueron los últimos patinadores que efectuaron una danza obligatoria en una competición oficial, en el Campeonato Mundial de 2010. A partir de esta fecha empezaron a denominarse «danzas de esquema establecido» —set pattern dances. Estas danzas todavía figuran en algunas competiciones internacionales y nacionales y  son populares en el patinaje de recreación o en sesiones de danza sobre hielo informales. Las secuencias de pasos que integran el esquema ocupan típicamente la mitad o un circuito completo de la pista de hielo y se repiten entre dos y cuatro veces.

### Danza original

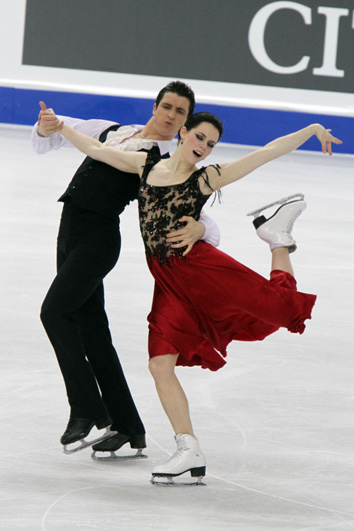
Los medallistas olímpicos Tessa Virtue y Scott Moir interpretando un flamenco como danza original

La danza original era la segunda parte de las competiciones de danza sobre hielo hasta la temporada 2010/2011, cuando se fusionó con la danza obligatoria para dar lugar a la danza corta. Hasta 1994, la danza original se conocía como «danza de esquema establecido original» —original set pattern dance u «OSP»— que debía seguir un trazado regular en la pista, como las danzas obligatorias, pero en la que, a diferencia de estas, se dejaba a los patinadores elegir la secuencia de pasos y el esquema del trazado. Posteriormente, el formato de la danza original pasó a asemejarse más al de la danza libre, pero con más restricciones para la elección de música y elementos.  La ISU anunciaba al comienzo de cada temporada los ritmos o temas que debían utilizarse en la danza original, mientras que la coreografía y la pieza musical concreta quedaban a elección de los patinadores. En la última temporada como segmento en competiciones oficiales, el tema para la danza original fue la danza folclórica y country. La danza original era de menor duración que la danza libre y los competidores debían seguir normas estrictas sobre los elementos incluidos y su ejecución. No estaba permitido cruzar el eje central mayor de la  pista de hielo durante secuencias de pasos u otras maniobras, excepto durante la ejecución de algún elemento obligatorio, como la secuencia de pasos en diagonal. El contacto casi constante y la distancia corta entre los patinadores durante las separaciones constituían un criterio importante para la valoración de la danza original.

### Danza corta
La ISU introdujo la danza corta por votación tras la temporada 2009-2010, con la intención de equiparar el formato de las competiciones de danza con el de otras disciplinas del patinaje artístico, donde tradicionalmente se efectuaban solamente dos programas: el programa corto y el programa libre. La danza corta incluye algunos elementos de las danzas obligatorias y original: aproximadamente la mitad de la danza incorpora una secuencia de pasos de una danza obligatoria, determinada para cada temporada; la coreografía del resto del programa es libre, pero debe incluir algunos elementos obligatorios. La ISU selecciona el tema y ritmo de la danza y los patinadores escogen música con un tempo apropiado.

### Danza libre

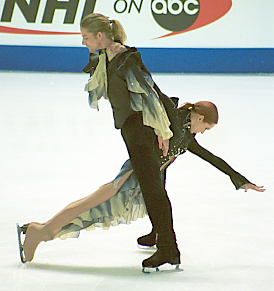
Los medallistas olímpicos Marina Anissina y Gwendal Peizerat interpretando una danza libre. Comparada con otras fases de la competición, la danza libre cuenta con más influencias del ballet, teatro y danza moderna

La danza libre es la última parte de las competiciones de danza sobre hielo. Los patinadores tienen libertad para elegir el ritmo, el tema del programa y la música; la creatividad es altamente valorada. Desde 1998 existen elementos de ejecución obligatoria, como ciertas secuencias de pasos, elevaciones, piruetas conjuntas y giros múltiple rápidos efectuados en sincronía conocidos como twizzless. En las competiciones sénior —categoría superior en patinaje artístico— la danza libre tiene una duración de cuatro minutos más o menos diez segundos y normalmente incluye varias piezas musicales de diferentes tempos, para aportar variedad al programa. Las posiciones e interacciones entre la pareja están menos reglamentadas que en otros segmentos de la competición y los patinadores tratan de patinar adoptando posiciones y posturas difíciles e inusuales para obtener puntuaciones más altas. Se realizan más elevaciones que en la danza corta.

## Elementos de la competición

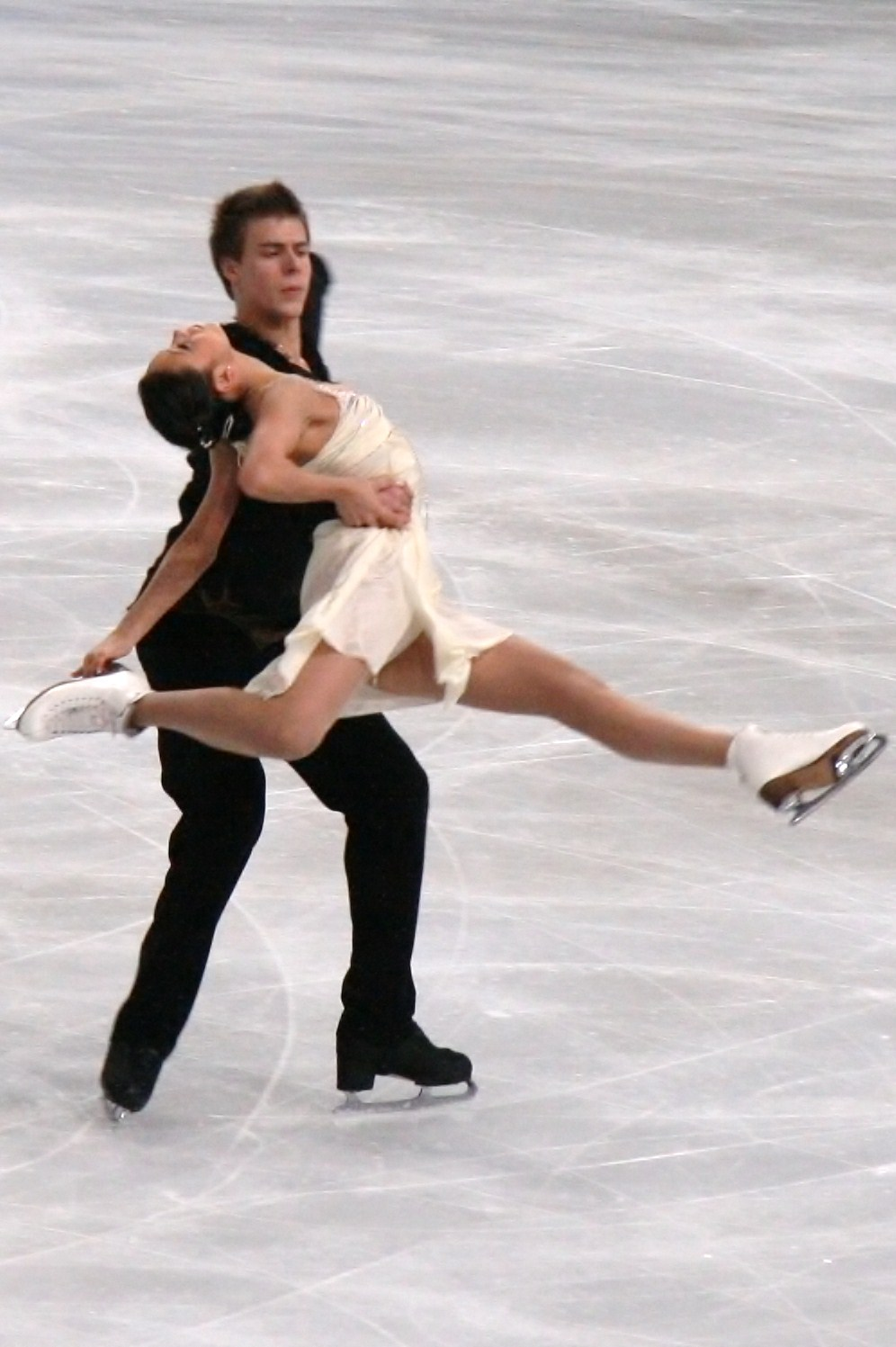
Elevación rotacional realizada por Yelena Ilinyj y Nikita Katsalapov

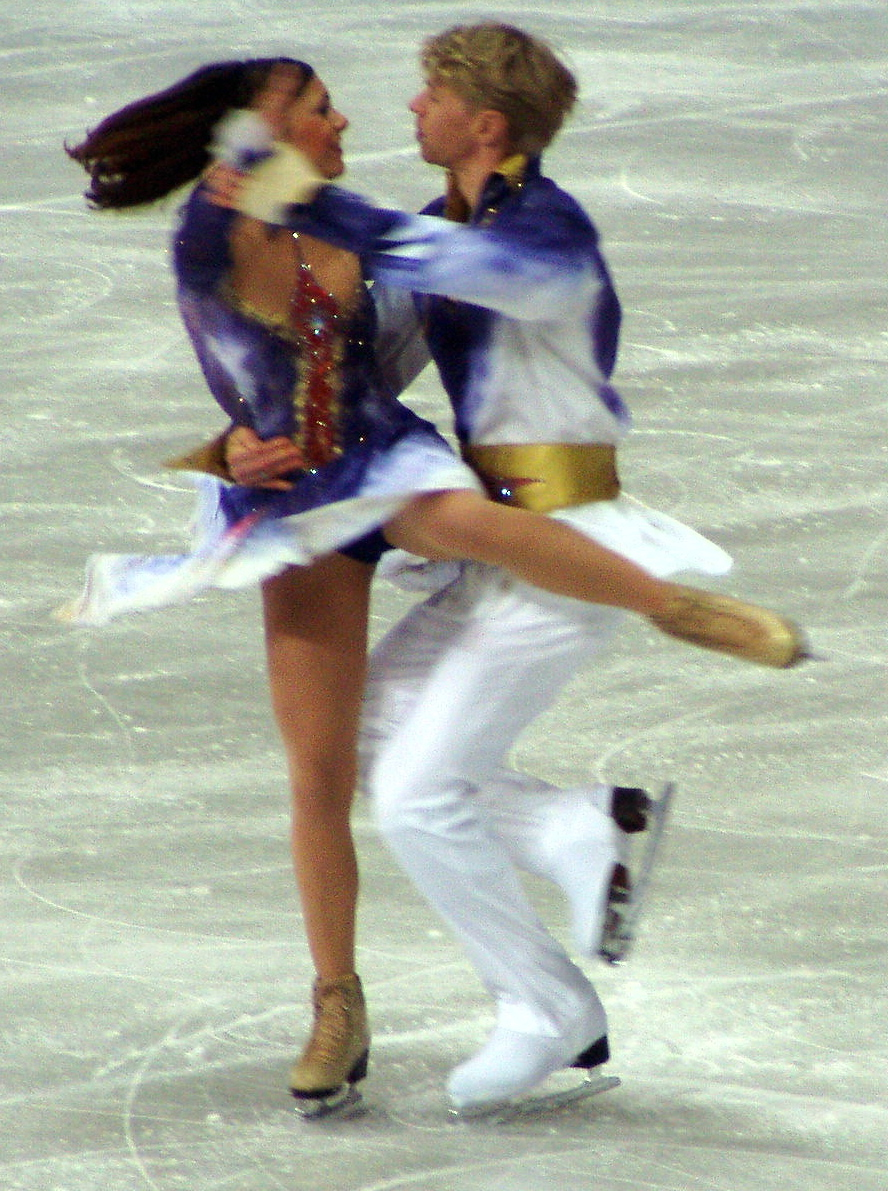
Los campeones franceses Isabelle Delobel y Olivier Schoenfelder en una pirueta de danza

Las elevaciones son un elemento en las que un patinador alza a su pareja y la transporta sin que esta se apoye sobre el hielo. A diferencia de las elevaciones en el patinaje de parejas, en danza están prohibidas las elevaciones por encima de la cabeza y se penalizan si duran más de seis o doce segundos, según el tipo; por otro lado, se permite una mayor variedad de posturas. Se puntúan los cambios de dirección durante las elevaciones, así como la flexibilidad y la altura alcanzada.  Las elevaciones han evolucionado gradualemente hasta convertirse en un elemento atlético y de alto riesgo.
Aunque los saltos no se consideran un elemento en danza, se pueden utilizan como un elemento coreográfico, siempre que no cuenten  con más de una revolución en el aire o sean realizados a la vez por los dos miembros de la pareja. En las piruetas, ambos patinadores deben girar en torno al mismo eje de rotación.

## Historia de la danza sobre hielo

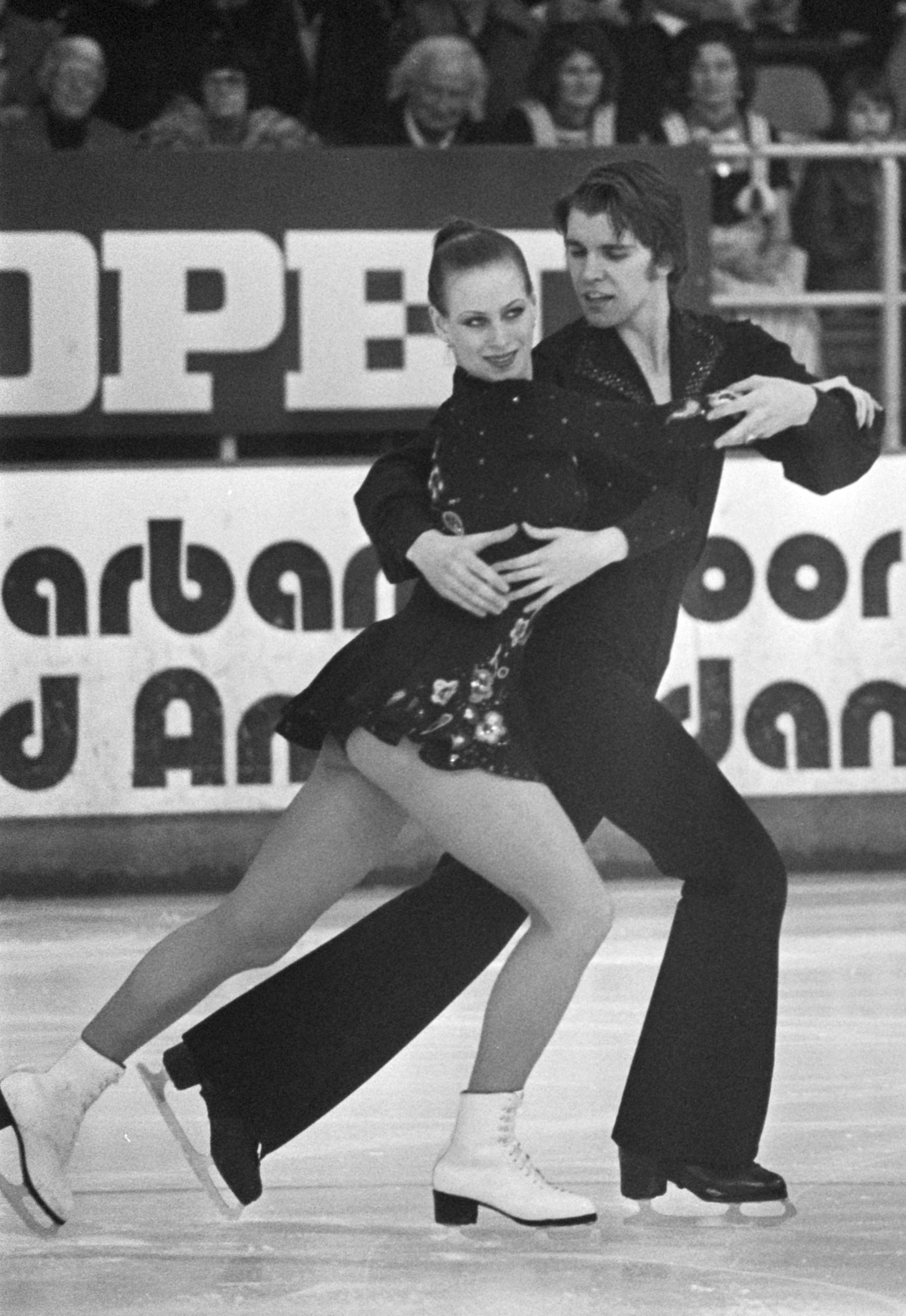
La danza sobre hielo en su primera aparición como deporte oficial olímpico

La danza sobre hielo ha sido desde sus comienzos muy popular en el Reino Unido y un gran número de las danzas obligatorias fueron creadas por patinadores británicos en la década de los treinta del siglo XX. Todas las parejas campeonas del mundo, desde la entrada del deporte en el Campeonato Mundial en 1952 hasta 1962, fueron británicas y en 1955 y 1956 los patinadores de este país llegaron a ocupar todos los puestos del podio. El estilo británico se basaba en una postura muy erecta del tronco, interacciones entre la pareja copiadas directamente de los bailes de salón correspondientes y en «filos» —curva que los patines describen sobre el hielo— muy profundos, logrados gracias a una flexión pronunciada de la rodilla. A principios de los años sesenta, los patinadores de Europa del Este empezaron a introducir un estilo diferente, caracterizado por una conexión menos rígida entre la pareja, que permitía obtener más velocidad sobre el hielo y hacer más uso de la parte superior del cuerpo para una mejor expresión corporal y proyección hacia los espectadores.
La danza sobre hielo apareció en los Juegos Olímpicos de 1968 en Grenoble, Francia como deporte de exhibición. Debutó como deporte olímpico en los Juegos de 1976, donde los patinadores soviéticos Liudmila Pajomova y Aleksandr Groshkov obtuvieron el primer título olímpico en esta disciplina. El estilo de esta pareja era representativo de la escuela soviética, iniciada en la década de los setenta, que incorporaba elementos teatrales y del ballet y temas narrativos, intentando expresar una historia mediante los movimientos y la coreografía del  baile. El estilo ruso resaltaba la extensión de las líneas del cuerpo y la velocidad en lugar de pasos y giros intrincados al ritmo de la música. Los críticos de esta tradición afirmaban que los complicados movimientos del cuerpo se utilizaban a veces para ocultar deficiencias técnicas del patinaje.
La influencia del estilo ruso fue evidente en el equipo británico de Jayne Torvill y Christopher Dean, ganadores de la medalla de oro en los Juegos Olímpicos de Sarajevo de 1984. Su danza libre al son del Bolero de Ravel obtuvo una puntuación de 6,0 en presentación —la máxima nota en el sistema de calificaciones usado en la época— por parte de todos los jueces. Hacia el comienzo de los noventa, todos los principales competidores en la disciplina se inclinaban hacia el estilo teatral de danza en vez de las formas tradicionales inspiradas por los bailes de salón. Para devolver la disciplina a sus raíces originales, la ISU decretó en 1993 que la música de la danza libre debía tener un ritmo definido y una melodía, con orquestación y arreglos usados en danzas de salón. Tras las consiguientes quejas de que las danzas libres se había vuelto muy aburridas, se levantaron las restricciones, estableciendo en su lugar ciertos requisitos técnicos in las danzas original y libre. Las secuencias de pasos de diferentes tipos, elevaciones, piruetas y los twizzles se convirtieron en elementos obligatorios.
Desde el principio del siglo XXI, los patinadores norteamericanos han empezado a destacar en danza sobre hielo: Los estadounidenses Tanith Belbin y Ben Agosto consiguieron la medalla de plata en los Juegos Olímpicos de 2006 y en las Olimpiadas de Vancouver de 2010 y Sochi de 2014, sendas parejas nortemericanas —los canadienses Tessa Virtue y Scott Moir y los estadounidenses Meryl Davis y Charlie White— ganaron el oro, poniendo fin a 34 años de dominio europeo en esta modalidad del patinaje.

## Patines, atuendo y música
La parte trasera de las cuchillas de los patines de danza es entre dos y tres centímetros más corta que en las utilizadas para otras disciplinas del patinaje artístico, para evitar pisar o tropezar con las cuchillas de la pareja durante los pasos y movimientos efectuados a corta distancia. La serreta en la parte delantera de la cuchilla es más pequeña, para una ejecución más fluida de los giros. Las botas son similares a las de otras formas de patinaje.
Los patinadores pueden escoger su atuendo, con algunas restricciones. Los trajes de la pareja no necesitan estar coordinados en color o confección. En las competiciones, las mujeres suelen llevar un vestido de una pieza y desde 2004 también pueden llevar pantalones. Normalmente llevan leggins o medias opacas de color carne u otros tonos que pueden cubrir los patines. Los hombres deben vestir pantalones y está explícitamente prohibido que lleven calzas ceñidas. Los patinadores pueden estar a cargo de la confección de sus propios trajes o usar diseños profesionales. Según las normas de la ISU el atuendo en competiciones debe ser «modesto, digno y adecuado para la competición atlética, no abigarrado o teatral. Puede, sin embargo, reflejar el carácter de la música escogida». Aunque se usan telas opacas de color carne para que los trajes no sean tan reveladores como pudieran aparentar, hay continuos intentos de proscribir atuendos que den la impresión de «desnudez excesiva» o que puedan considerarse inapropiados para competiciones deportivas. No se permite el uso de accesorios en competición. La ISU hizo una excepción en la danza original de la temporada 2007-2008, pero nunca antes o después.
La música para la danza sobre hielo debe poseer un ritmo definido. Entre 1997 y 2014, la danza era la única disciplina de patinaje artístico en la que se permitía el uso de música vocal, pero desde la temporada 2014/2015 esta restricción se levantó también para el patinaje libre.